# Guido Colonna di Paliano

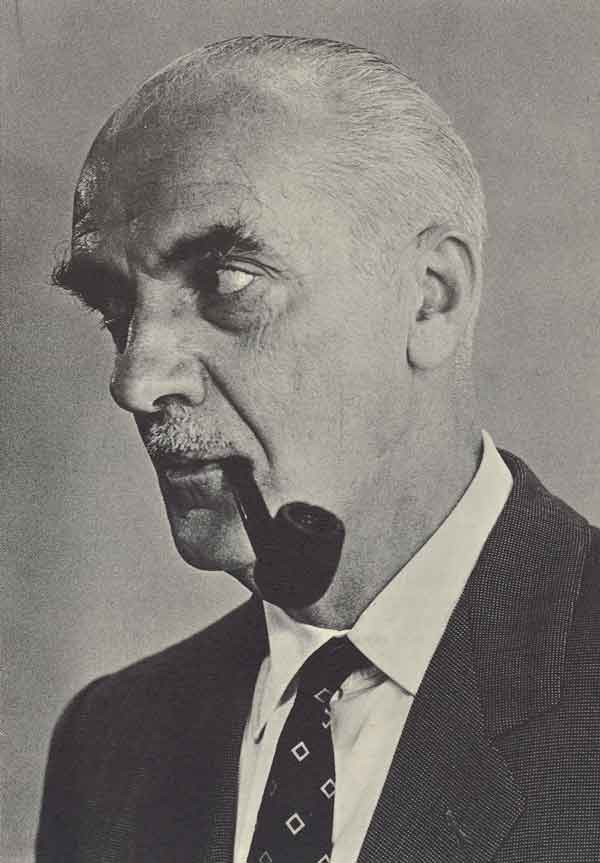
Guido Colonna, 1970

Guido Colonna di Paliano (* 16. April 1908 in Neapel; † 27. Januar 1982 ebenda) war ein italienischer Diplomat und EG-Kommissar.
Am 23. November 1930 machte er an der Universität Neapel einen Hochschulabschluss in Rechtswissenschaften.
Von 1958 bis 1962 war er italienischer Botschafter in Norwegen. Am 30. Juli 1964 ersetzte er Giuseppe Caron als EWG-Kommissar für Binnenmarkt in der Kommission Hallstein II. 1967 wurden aus der Europäischen Wirtschaftsgemeinschaft die Europäischen Gemeinschaften. In der neu gebildeten Kommission Rey war Colonna di Paliano dann für Industrie zuständig.